# Monument équestre de Sir John Hawkwood
Le Monument équestre (ou Monument funéraire) de Sir John Hawkwood est une fresque de Paolo Uccello commémorant le condottiere anglais John Hawkwood figurant dans la nef de la cathédrale Santa Maria del Fiore à Florence. L'œuvre fait pendant au Monument équestre à Niccolò da Tolentino d'Andrea del Castagno.

## Histoire
Le portrait équestre fut commandé en 1436 pour la cathédrale de Florence Santa Maria del Fiore. Il remplace, en la représentant, la statue initialement prévu pour honorer John Hawkwood, dont le nom italianisé est Giovanni Acuto, chevalier illustre ayant servi sous les ordres d’Édouard III durant la guerre de Cent Ans. Arrivé en Italie vers 1360, il devint chef de guerre mercenaire, un condottiere louant ses services tout d’abord aux villes de Pise et Milan, puis, de manière exclusive, à la cité florentine pour laquelle il a réalisé de glorieux faits de guerre.
Un an après sa mort le 17 mars 1394, la commune de Florence décide de remplacer le monument équestre de Pierre Farnèse en bois par une tombe plus digne en marbre, en harmonie avec celle prévue pour John Hawkwood, toutes les deux devant être placées près du maitre-autel de la cathédrale. Un comité d'experts, dont font partie les peintres Agnolo Gaddi et Guiliano Arrighi dit Pesello, est chargé de dessiner les deux monuments directement sur le mur de la cathédrale, à l'emplacement qui leur est destiné. Le projet est abandonné, Richard III réclamant le corps de capitaine anglais et la Seigneurie renâclant à ériger une tombe vide. Le monument de Pierre Farnèse reste en bois, Agnolo Gaddi est chargé de réaliser une peinture murale figurant Hawkwood chevauchant. Ce projet est compromis par la guerre de Lucques qui oppose Florence à Milan, alliée de Lucques, et qui débute par une série de défaites pour la cité florentine.
Le conflit se termine par des résultats médiocres et des pertes financières considérables pour Florence. Il est possible qu'alors la République ait souhaité évoquer un passé plus glorieux en la figure de John Hawkwood. À l'occasion du premier anniversaire de la bataille de San Romano, le 24 juin 1433, le chancelier Leonardo Bruni prononce un discours célébrant son vainqueur Niccolo da Tolentino dans lequel il fait l'éloge des grands guerriers qui, de tous temps ont été honorés pour leurs victoires par l'érection de statues. 
Le 13 juillet, l'Œuvre de la cathédrale annonce l'ouverture d'un concours destiné à la réalisation d'un nouveau monument à John Hawkwood. Le 1er septembre, Rinaldo degli Albizzi devient gonfalonier et Côme de Médicis est arrêté. Son fidèle Niccolo da Tolentino se présente avec son armée sous les murs de la ville sans oser attaquer de crainte de provoquer l'exécution de Côme. Celui-ci est banni et part à Venise. Tolentino est envoyé combattre avec Bologne et Venise contre Milan en Romagne. Fait prisonnier près d'Imola en août 1434, il meurt peu après. Cette défaite provoque la chute des Albizzi et le retour de Côme. Ce dernier fait rapatrier le corps de Tolentino, mais n'ose pas lui faire ériger un monument funéraire. Il fait seulement ahever le seul projet destiné à honorer le condottiere anglais. 
Le premier projet ne plait pas aux commanditaires. Le 28 juin, les responsables de l'Œuvre décident que le cheval et son cavalier doivent être effacés et, le 6 juillet, ils commandent un nouveau cheval et un nouveau cavalier au peintre, Paolo Uccello, sans autre explication qu'ils ne sont pas peints comme il convient. Le dessin sous-jacent à la fresque actuelle montre qu'Uccello avait peint à l'origine le condottiere armé de pied en cap. Dans la version définitive, il porte une veste sans manche, la giornea, et un manteau; seules ses jambes et ses pieds sont protégés par une pièce d'armure. La position du cheval et la perspective du sarcophage sont passés du simple profil à la vue di sotto in su. La version définitive présente un cavalier moins imposant, moins guerrier, plus humain et plus individualisé . 
Le monument équestre est terminé à temps pour la bénédiction de la nouvelle cathédrale par l'évêque de Fiesole en juillet 1436. 

## Description
Le monument appartient à une série de quatre tombes fictives peintes par paires sur le murs des ailes nord et sud de la cathédrale, celles de deux condottieres, John Hawkwood et Niccolo da Tolentino, et celle de deux ecclésiastiques et humanistes, le cardinal Corsini peinte en 1422 par un anonyme, et celle du frère Pier Luigi de' Marsili, réalisée en 1439 par Bicci da Lorenzo.
Cette fresque est la première œuvre documentée de Paolo Ucello. Il se concentre sur le rendu du cheval et du cavalier dans une composition pleine de force et sans ornement.
La fresque mesure 732 × 404 cm et le cadre en trompe-l'œil fut ajouté au XVIe siècle. Le cadre en trompe-l'œil fut ajouté au XVIe siècle (820 × 515 cm). La fresque a été transférée sur toile afin de la préserver. 

## Analyse

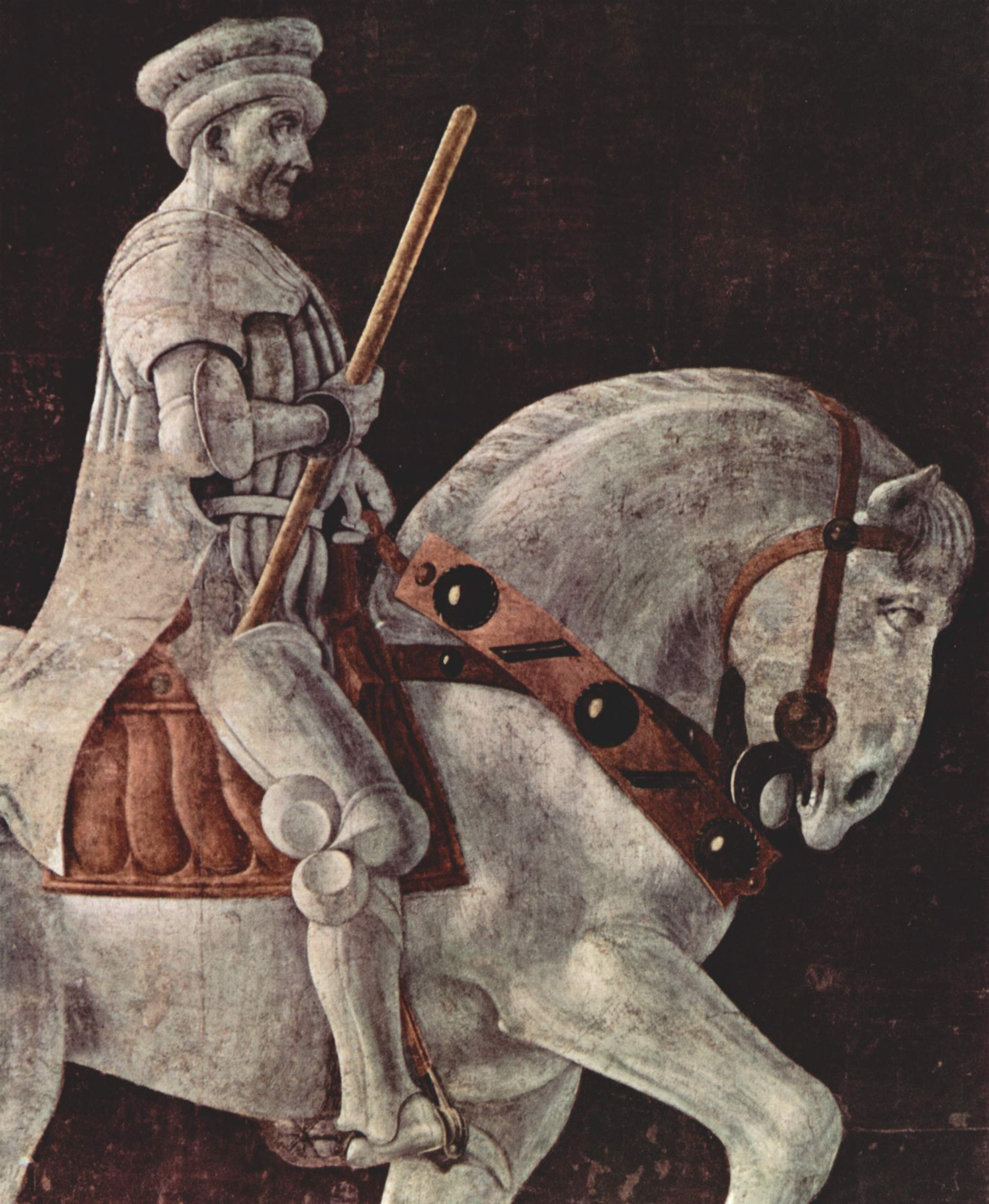
Détails : monochromie de tons froids.

Paolo Ucello, formé à l'atelier du sculpteur Lorenzo Ghiberti, est recruté en mai 1436 par l'Œuvre de la cathédrale pour exécuter une peinture en terra verde, choix stylistique qui marque une rupture avec les autres monuments funéraires peints en noir et blanc en imitant le marbre. La fresque est marquée par un fort contraste entre le pigment de terre verte utilisé pour le personnage et le rouge profond du fond. Le vert n'imite pas le bronze des statues qui étaient toujours dorées à l'époque, ni le bois ou la pierre qui étaient polychromés, l'idée est de faire allusion à une sculpture monumentale. 
Le sujet profane dans un registre sculpté représenté en trompe-l’œil de tons monochromes, est composée de deux systèmes à deux points de fuite : la partie basse est un monument funéraire fictif (avec socle, console et sarcophage) ; la partie haute est la représentation statuaire du condottiere, héroïsé. On retrouve l’inspiration dans la statue antique de Marc Aurèle, place du Capitole et surtout celle de Niccolò da Tolentino par son contemporain Andrea del Castagno (fresque illusionniste en 1456) qui lui fait pendant dans la cathédrale. 
Le choix de vue de bas en haut, di sotto in su, évoque avec exagération la disposition de certaines tombes sculptées disposées en biais sur les parois des églises afin de donner au spectateur un aperçu du gisant. Uccelo introduit toutefois des détails que seule la peinture autorise comme l'extrême précision des rênes du cheval. 
Sur le socle, figurent une inscription en latin, inspirée des inscriptions antiques, les armes du condottiere et la signature de l'artiste Paolo Uccello : PAULI UGIELLI OPUS.
Les historiens de l'art ont relevé des maladresses, en particulier l'anomalie des deux points de vue de la perspective: le cheval et son cavalier sont représentés au niveau du spectateur, tandis que le cénotaphe est vu d'en bas. Paolo Uccelo se sert toutefois des nouveaux moyens d'expression découverts alors à Florence pour parvenir à ses fins, la perspective et le volume. Grâce à l'utilisation de la terre verte, il réussit à créer l'illusion d'une statue se tenant sur une plinthe.

## Epitaphe
Le 17 décembre 1436, moins de six mois après l'inauguration de la nouvelle cathédrale, les responsables de l'Œuvre demandent au peintre de reprendre l'inscription du sarcophage. Ses termes imitent un panégyrique latin « Giovanni Acuto, chevalier breton, qui fut considéré en son temps comme un capitaine très prudent et très expert de la chose militaire » composé par Bartolomeo Fortini de Orlandini, le fils d'un vieil ami de Hawkwood. L'historienne de l'art Eva Borsook a montré que cette épitaphe est inspirée des écrits de Plutarque, et en particulier de sa vie de Fabius Maximus, traduite par Lapo de Castiglioncho en mai 1436. L'historien grec y décrit la statue érigée à la gloire du général nommé dictateur par les Romains pour avoir repoussé Hannibal et qui fut célébré en son temps pour sa prudence. La république romaine lui fit élever une statue équestre en bronze sur le Capitole. Hawkwood devient ici un autre Fabius, défenseur de Florence contre la tyrannie des Visconti. Il n'est pas représenté au moment de l'assaut ni en chevalier se ruant contre l'ennemi, mais le défenseur de la liberté contre la tyrannie. L'épitaphe insiste sur sa prudence et son expertise.  